# Rivière Kekek
Rivière Kekek är ett vattendrag i Kanada.   Det ligger i provinsen Québec, i den sydöstra delen av landet, 300 km norr om huvudstaden Ottawa.
I omgivningarna runt Rivière Kekek växer i huvudsak blandskog. Trakten runt Rivière Kekek är nära nog obefolkad, med mindre än två invånare per kvadratkilometer.